# NGC 4794
NGC 4794 est une galaxie spirale barrée située dans la constellation du Corbeau. Sa vitesse par rapport au fond diffus cosmologique est de 4 300 ± 38 km/s, ce qui correspond à une distance de Hubble de 63,4 ± 4,5 Mpc (∼207 millions d'al). NGC 4794 a été découverte par l'astronome allemand William Herschel en 1786.
La classe de luminosité de NGC 4794 est I.
À ce jour, une mesure non basée sur le décalage vers le rouge (redshift) donne une distance d'environ 50,200 Mpc (∼164 millions d'al). Cette valeur est à l'extérieur des valeurs de la distance de Hubble. Notons que c'est avec la valeur moyenne des mesures indépendantes, lorsqu'elles existent, que la base de données NASA/IPAC calcule le diamètre d'une galaxie et qu'en conséquence le diamètre de NGC 4794 pourrait être d'environ 35,2 kpc (∼115 000 al) si on utilisait la distance de Hubble pour le calculer.